# Billaea claripalpis
Billaea claripalpis är en tvåvingeart som först beskrevs av Wulp 1896.  Billaea claripalpis ingår i släktet Billaea och familjen parasitflugor. Inga underarter finns listade i Catalogue of Life.